# Champ-sur-Drac
Champ-sur-Drac (prononcé [ ʃɑ̃ syʁ dʁak]) est une commune française située dans le département de l'Isère, en région Auvergne-Rhône-Alpes.
Paroisse de l'ancienne province royale du Dauphiné durant l'Ancien régime, la commune a rejoint la communauté de Grenoble-Alpes Métropole en 2014. Ses habitants sont dénommés les Chenillards.

## Géographie

### Situation et description

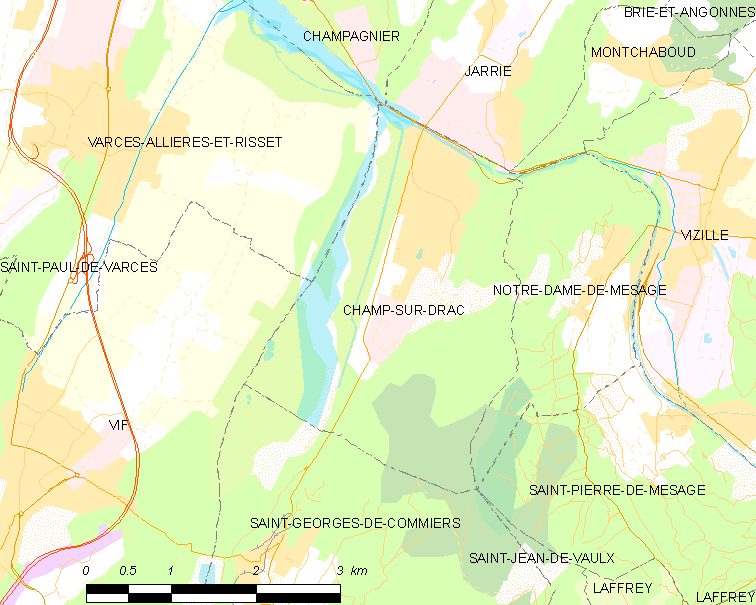
Carte de situation.

Située sur la route qui reliait la France à l'Italie au confluent de deux rivières, le Drac et la Romanche, la commune a une superficie de 892 hectares dont un tiers est occupé par le lit du Drac et, un deuxième tiers est situé sur les flancs de la montagne du Connex. Ces deux zones n'étant pas urbanisables, le bâti se situe dans le tiers central restant, expliquant ainsi la forte densité de la commune, pour sa taille, qui est actuellement de 345 hab./km2.
Les différents secteurs de la commune ont des altitudes différentes : 269 mètres pour la Plaine, 319 m pour la Combe, et 1 281 m au sommet du Connex.
La commune fait partie de l'unité urbaine de Grenoble (508 201 hab. en 2013) et de l'aire urbaine de Grenoble (684 398 hab. en 2013).
Des villes d'intérêt national, à vol d'oiseau, Champ-sur-Drac se situe à 13 km de Grenoble, 104 km de Lyon, 130 km de Genève, 153 km de Turin, 199 km de Marseille, 379 km de Toulouse et 493 km de Paris.
Des villes d'intérêt local, à vol d'oiseau, la commune se situe à 2 km de Jarrie, 4 km de Varces-Allières-et-Risset et de Vizille, 6 km de Vif et 8 km d'Échirolles.

### Climat
Pour des articles plus généraux, voir Climat d'Auvergne-Rhône-Alpes et Climat de l'Isère.
En 2010, le climat de la commune est de type climat océanique altéré, selon une étude du Centre national de la recherche scientifique s'appuyant sur une série de données couvrant la période 1971-2000. En 2020, Météo-France publie une typologie des climats de la France métropolitaine dans laquelle la commune est exposée à un climat de montagne ou de marges de montagne et est dans la région climatique  Alpes du nord, caractérisée par une pluviométrie annuelle de 1 200 à 1 500 mm, irrégulièrement répartie en été. 
Pour la période 1971-2000, la température annuelle moyenne est de 11,6 °C, avec une amplitude thermique annuelle de 19,5 °C. Le cumul annuel moyen de précipitations est de 1 252 mm, avec 9,8 jours de précipitations en janvier et 6,5 jours en juillet. Pour la période 1991-2020, la température moyenne annuelle observée sur la station météorologique de Météo-France la plus proche, « Chamrousse », sur la commune de Chamrousse à 12 km à vol d'oiseau, est de 5,8 °C et le cumul annuel moyen de précipitations est de 1 219,3 mm,. Pour l'avenir, les paramètres climatiques de la commune estimés pour 2050 selon différents scénarios d'émission de gaz à effet de serre sont consultables sur un site dédié publié par Météo-France en novembre 2022.

### Hydrographie
La commune à la particularité d'être située au confluent du Drac et de la Romanche.
Ces deux rivières prennent leurs sources dans le massif des Écrins, dans les Hautes-Alpes.
À l'ouest de la commune, le Drac, arrivant de la vallée du Champsaur, sert de limite séparative avec Varces-Allières-et-Risset et Vif. Aujourd'hui, la Basse vallée du Drac a été classée en zone naturelle d'intérêt écologique, faunistique et floristique ainsi qu'en réserve naturelle régionale.
Au nord, la Romanche, arrivant du glacier de la Plate des Agneaux (sous la Barre des Écrins), est en grande partie canalisée pour éviter toutes crues décennales.
La confluence des deux rivières se fait au nord-ouest de la commune.
Champ-sur-Drac est également parcourue par plusieurs ruisseaux arrivant du Connex et des Coteaux. La majorité d'entre eux se rejoignent au plan d'eau de la Plaine, avant de confluer vers le Drac.
Ces ruisseaux, ainsi que le plan d'eau, font partie de la réserve de pêche de la Gaule de Jarrie-Champ.

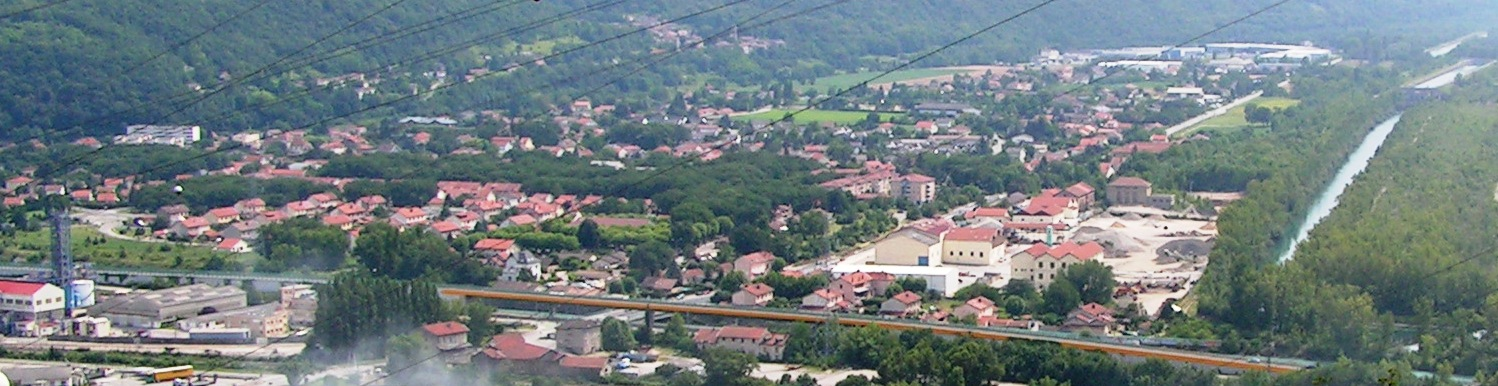
Panorama de Champ-sur-Drac depuis le Saut du Moine.

### Voies de communication et transport

#### Voies routières
- A480  8 Briançon, Gap, Vizille, Stations de l'Oisans
- N 85 reliant Bourgoin-Jallieu à Golfe-Juan.
- D 529 reliant Champ-sur-Drac à La Mure.

#### Transport ferroviaire
Depuis la gare de Jarrie en bordure du territoire de la commune, liaison TER pour Grenoble (15 min) ou Gap (2 h).
En gare de Grenoble, correspondance TGV possible pour Paris-Gare de Lyon (3 h).

#### Transport urbain
La commune fait partie du périmètre des transports urbains (PTU) du SMMAG.
Elle est desservie par deux réseaux de bus, le réseau TAG et le réseau Transisère (avec tarification TAG).
La ligne 70 du réseau TAG dessert la majeure partie du territoire communal avec une dizaine d'arrêts. Elle relie Champ-sur-Drac ZA La Plaine à Montchaboud Le Village via la gare de Jarrie-Vizille et la commune de Vizille.
La ligne 4110 du réseau Transisère relie la commune à celles de La Mure, La Motte-d'Aveillans et Grenoble. Toutefois, les 3 arrêts de la ligne se situent sur la RD 529, en périphérie de la ville.

#### Transports aériens
- Grenoble-Isère à 60 km.
- Lyon-Saint-Exupéry à 100 km.
- Genève-Cointrin à 160 km.

## Urbanisme

### Typologie
Au 1er janvier 2024, Champ-sur-Drac est catégorisée ceinture urbaine, selon la nouvelle grille communale de densité à sept niveaux définie par l'Insee en 2022.
Elle appartient à l'unité urbaine de Grenoble, une agglomération intra-départementale regroupant 38  communes, dont elle est une commune de la banlieue,,. Par ailleurs la commune fait partie de l'aire d'attraction de Grenoble, dont elle est une commune de la couronne,. Cette aire, qui regroupe 204 communes, est catégorisée dans les aires de 700 000 habitants ou plus (hors Paris),.

### Occupation des sols
L'occupation des sols de la commune, telle qu'elle ressort de la base de données européenne d’occupation biophysique des sols Corine Land Cover (CLC), est marquée par l'importance des forêts et milieux semi-naturels (70,7 % en 2018), en augmentation par rapport à 1990 (61,2 %). La répartition détaillée en 2018 est la suivante : 
forêts (44 %), milieux à végétation arbustive et/ou herbacée (21 %), zones urbanisées (15,5 %), zones agricoles hétérogènes (9,1 %), espaces ouverts, sans ou avec peu de végétation (5,7 %), zones industrielles ou commerciales et réseaux de communication (4,1 %), eaux continentales (0,5 %). L'évolution de l’occupation des sols de la commune et de ses infrastructures peut être observée sur les différentes représentations cartographiques du territoire : la carte de Cassini (XVIIIe siècle), la carte d'état-major (1820-1866) et les cartes ou photos aériennes de l'IGN pour la période actuelle (1950 à aujourd'hui).

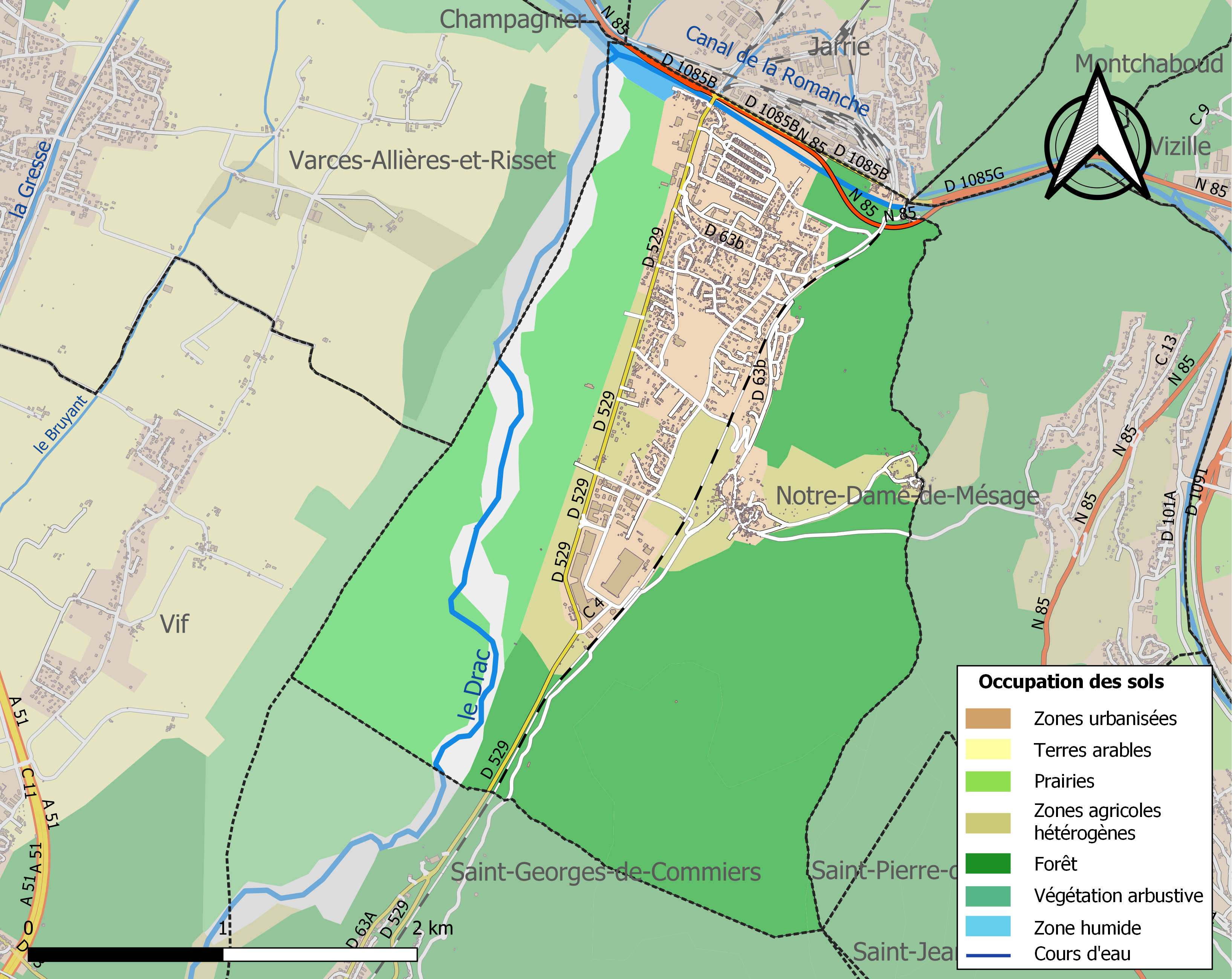
Carte des infrastructures et de l'occupation des sols de la commune en 2018 (CLC).

### Risques naturels et technologiques

#### Risques sismiques
La commune, comme la grande majorité du Sillon alpin, est classée en zone 4 (risque moyen).
| Type de zone | Niveau            | Définitions (bâtiment à risque normal) |
| ------------ | ----------------- | -------------------------------------- |
| Zone 4       | Sismicité moyenne | accélération = 1,6 m/s2                |

## Toponymie
Attestée sous la forme Campus au Xe siècle.
Le gentilé de Chenillards et les Chenillardes pour désigner les habitants tire sa provenance des nombreuses chenilles qui s’imposèrent dans cette commune. Il y’a premièrement le « ver à soie » dont la culture profita aux habitants à la fin du 19e siècle, ainsi que la « chenille processionnaire du chêne », une espèce particulièrement envahissante et urticante qui envahissait les chênaies épisodiquement. Elle apparut pour la dernière fois en juin 2005, une entreprise spécialisée a pu traiter les chênaies rapidement.

## Histoire

### Histoire locale

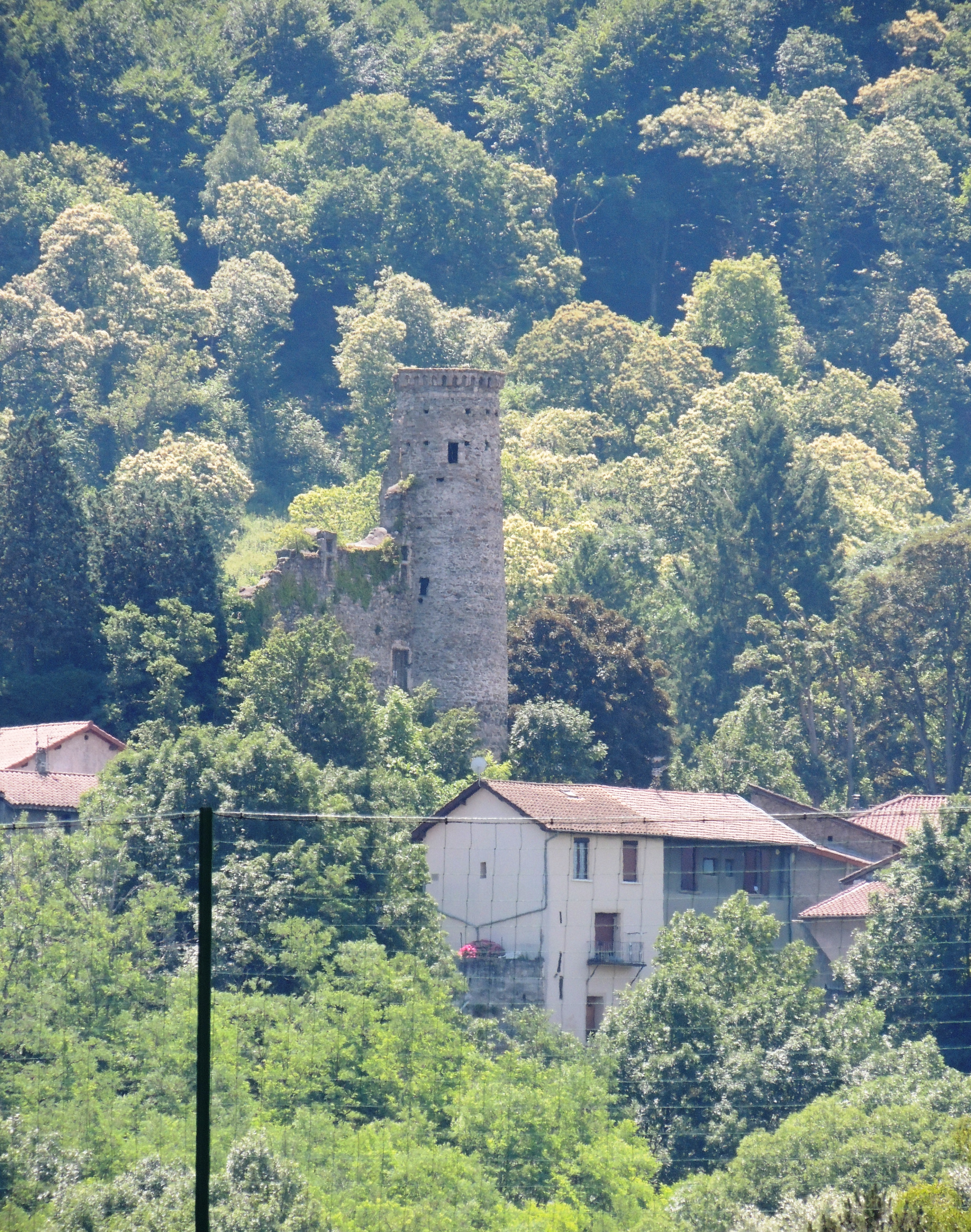
Champ-village et la tour des Alleman.

Le 8 août 1901 a eu lieu un changement de nom de la commune. Avant cette date, la commune s'appelait Champ-près-Vizille
Le début de l’industrialisation à Champ-sur-Drac est marqué par la décision d’implanter une centrale électrique : la centrale de Fure et Morge. L’objectif était de produire 3500 chevaux de courant électrique et d’adopter le principe de remplacement de la houille noire (le charbon) par la houille blanche (les chutes d’eau). Le Drac fut sélectionné comme chute d’eau. Grace à l’endiguement et à la création de plusieurs barrages, la pleine de champ a pu être urbanisée et industrialisée. La mise en service de la centrale eut lieu le 1er mars 1902.
De plus, en 1901 André Navarre souhaite implanter dans la commune une râperie à bois ainsi qu’une cartonnerie : « la cartonnerie de l’Isère ». L’usine s’oriente sur la production de cartons fins et surfins, et elle n’a pratiquement pas de concurrence directe en France. Cela permet à l’usine de champ d’être la première usine capable de produire du carton jusqu’à 700 grammes d’épaisseur, en continu, et bicolore (une face blanche et une face grise). En 1917, les cartonneries de l’Isère se développent et deviennent « les papeteries Navarre ».
De par cette implantation plutôt fructueuse, Navarre devient le patron paternaliste de Champ-sur-Drac. En effet, il fit construire son école, sa halte garderie, sa salle des fêtes, sa chapelle, son épicerie ou encore ses propres fermes. Le paternalisme de Navarre va encore au delà puisqu’il organise même la vie associative, le sport, les repas pour les réveillons et baptêmes (dans l’usine). De plus, des aides sont attribuées aux plus nécessiteux, comme en 1930 : la cité ouvrière Navarre met à disposition 216 logements gratuits pour les ouvriers. L'école privée Navarre accueille plus de 100 enfants et les jeunes filles souhaitant rentrer dans la vie active pouvaient commencer à travailler dans la ganterie, mise en place par le directeur.
Le 8 août 1901 a eu lieu un changement de nom de la commune. Avant cette date, la commune s'appelait Champ-près-Vizille. Elle deviendra Champ-sur-Drac dû à l'homonymie entre Champ-près-Vizille et Le Champ-près-Froges qui causa régulièrement des erreurs de direction des correspondances particulières et/ou administratives entre les deux villes.
Champ-sur-Drac se situe à 13 km de Grenoble. Elle a fait partie du canton de Vizille jusqu'en mars 2015. Depuis, elle fait partie du canton du Pont-de-Claix. La ville a un passé historique très riche et de nombreux vestiges en témoignent : église, chapelle, ruines d'un monastère, d'une forteresse et les vestiges du château des Alleman (puissante famille dont faisait partie la mère de Bayard) et dont la tour principale a été réhabilitée. Son urbanisation modérée a su lui conserver un aspect verdoyant et campagnard qui est très apprécié des habitants. Elle propose de nombreux équipements sportifs et de loisirs, qui lui ont permis de se développer dans le milieu associatif avec près d'une cinquantaine d'associations (loi de 1901). Son développement industriel et artisanal (160 entreprises sur deux zones industrielles) lui assure une certaine stabilité financière.

## Politique et administration

### Intercommunalité

Logo de
la Métro.

Du 1er janvier 2003 au 31 décembre 2013, la ville était membre de la communauté de communes du Sud Grenoblois (CCSG).
Depuis le 1er janvier 2014, Champ-sur-Drac est membre de la métropole Grenoble-Alpes Métropole (ou Métro).
La commune est également membre de plusieurs coopérations intercommunales, comme le schéma de cohérence territoriale (SCOT) de la Région grenobloise, le syndicat intercommunal des eaux de la région grenobloise (SIERG)...

### Tendances politiques et résultats
Politiquement, Champ-sur-Drac est une ville de gauche, les électeurs ayant majoritairement voté en faveur de ce bord politique pour les élections municipales depuis 1969. Il en va de même pour les autres élections, comme l'élection présidentielle française de 2012 : le premier tour a vu arriver en tête François Hollande avec 30,50 %, suivi de Marine Le Pen avec 25,78 %, puis de Nicolas Sarkozy avec 16,57 %, Jean-Luc Mélenchon avec 15,20 % et François Bayrou avec 6,10 % ; au second tour, les électeurs ont voté à 59,98 % pour François Hollande contre 40,02 % pour Nicolas Sarkozy, résultat davantage à gauche par rapport à la moyenne nationale qui fut, au second tour, de 51,63 % pour François Hollande et 48,37 % pour Nicolas Sarkozy.

### Administration municipale
Le conseil municipal est composé de 23 membres : le maire, 6 adjoints et 16 conseillers municipaux (dont 12 de la majorité et 4 de l'opposition).

### Distinctions

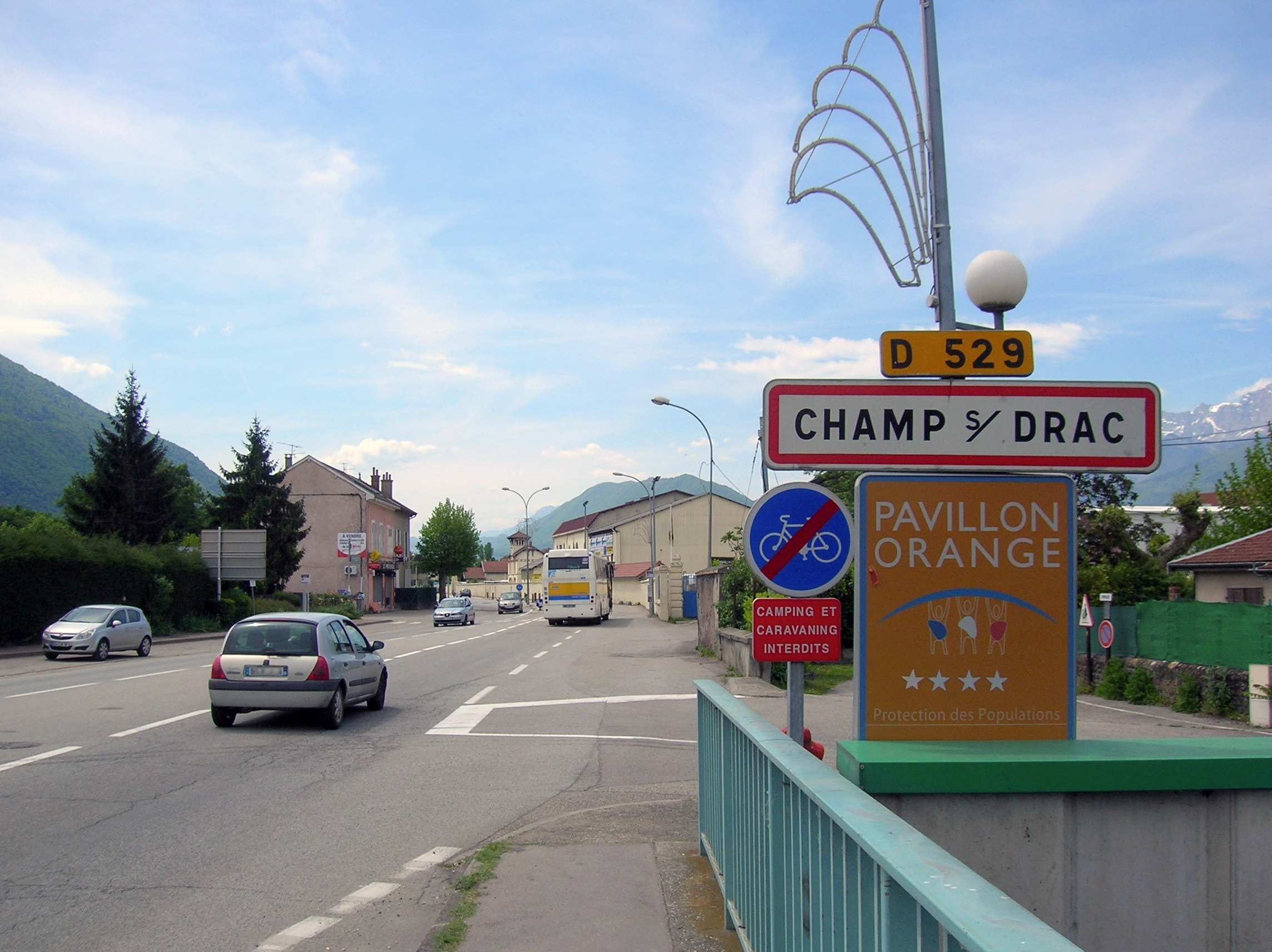
Le panneau « Pavillon orange » à l'entrée de la ville.

- Depuis 2010, la ville est labellisée « Pavillon orange » - 4 étoiles, pour sa politique de sauvegarde de la population[30] par le Haut Comité Français pour la Défense Civile.

La commune de Champ-sur-Drac, par la présence des risques chimiques des sites de Jarrie et de Pont-de-Claix, des nombreux barrages EDF sur le Drac et la Romanche ainsi que des risques sismiques, d'éboulements et d'inondations, a été la première commune de l'Isère, et de moins de 5 000 habitants de France, à s'être dotée d'un plan communal de sauvegarde (PCS) et d'un dossier d'information communal sur les risques majeurs (DICRIM).
Enfin la commune a la particularité d'avoir mis en place une réserve communale de sécurité civile.

### Jumelage
- La ville n'est jumelée avec aucune commune.

## Population et société

### Démographie

#### Évolution démographique
L'évolution du nombre d'habitants est connue à travers les recensements de la population effectués dans la commune depuis 1793. Pour les communes de moins de 10 000 habitants, une enquête de recensement portant sur toute la population est réalisée tous les cinq ans, les populations de référence des années intermédiaires étant quant à elles estimées par interpolation ou extrapolation. Pour la commune, le premier recensement exhaustif entrant dans le cadre du nouveau dispositif a été réalisé en 2005.

En 2022, la commune comptait 3 344 habitants, en évolution de +10,73 % par rapport à 2016 (Isère : +3,07 %, France hors Mayotte : +2,11 %).
| 1793 | 1800 | 1806 | 1821 | 1831 | 1836 | 1841 | 1846 | 1851 |
| ---- | ---- | ---- | ---- | ---- | ---- | ---- | ---- | ---- |
| 351  | 395  | 498  | 525  | 533  | 516  | 505  | 510  | 451  |

| 1856 | 1861 | 1866 | 1872 | 1876 | 1881 | 1886 | 1891 | 1896 |
| ---- | ---- | ---- | ---- | ---- | ---- | ---- | ---- | ---- |
| 480  | 442  | 464  | 438  | 455  | 437  | 402  | 358  | 356  |

| 1901 | 1906 | 1911 | 1921 | 1926  | 1931  | 1936  | 1946  | 1954  |
| ---- | ---- | ---- | ---- | ----- | ----- | ----- | ----- | ----- |
| 452  | 518  | 523  | 903  | 1 016 | 1 238 | 1 242 | 1 200 | 1 621 |

| 1962  | 1968  | 1975  | 1982  | 1990  | 1999  | 2005  | 2006  | 2010  |
| ----- | ----- | ----- | ----- | ----- | ----- | ----- | ----- | ----- |
| 2 181 | 2 316 | 2 605 | 3 094 | 3 044 | 3 260 | 3 152 | 3 116 | 3 136 |

| 2015  | 2020  | 2022  | - | - | - | - | - | - |
| ----- | ----- | ----- | - | - | - | - | - | - |
| 3 037 | 3 255 | 3 344 | - | - | - | - | - | - |

#### Pyramide des âges
La population de la commune est relativement jeune.
En 2018, le taux de personnes d'un âge inférieur à 30 ans s'élève à 32,6 %, soit en dessous de la moyenne départementale (37,1 %). À l'inverse, le taux de personnes d'âge supérieur à 60 ans est de 29,0 % la même année, alors qu'il est de 23,9 % au niveau départemental.
En 2018, la commune comptait 1 501 hommes pour 1 589 femmes, soit un taux de 51,42 % de femmes, légèrement supérieur au taux départemental (51,01 %).
Les pyramides des âges de la commune et du département s'établissent comme suit.
| Hommes | Classe d’âge | Femmes |
| ------ | ------------ | ------ |
| 0,3    | 90 ou +      | 1,6    |
| 8,3    | 75-89 ans    | 9,5    |
| 18,5   | 60-74 ans    | 19,7   |
| 20,6   | 45-59 ans    | 19,5   |
| 18,3   | 30-44 ans    | 18,5   |
| 15,9   | 15-29 ans    | 13,7   |
| 18,1   | 0-14 ans     | 17,6   |

| Hommes | Classe d’âge | Femmes |
| ------ | ------------ | ------ |
| 0,6    | 90 ou +      | 1,6    |
| 6,7    | 75-89 ans    | 8,7    |
| 15,3   | 60-74 ans    | 16,3   |
| 20,1   | 45-59 ans    | 19,6   |
| 18,8   | 30-44 ans    | 18,9   |
| 19     | 15-29 ans    | 17     |
| 19,4   | 0-14 ans     | 17,9   |

### Enseignement
La ville de Champ-sur-Drac dépend de l'académie de Grenoble, de l'inspection académique de l'Isère et de la circonscription Grenoble 4 (IEN Grenoble 4).
Elle comprend 3 établissements scolaires :
- une école maternelle
- deux écoles élémentaires : "Le Pavillon" et "Les Gonnardières" .

Le collège et le lycée de secteur sont respectivement le collège du Clos-Jouvin de Jarrie et le lycée des Portes-de-l'Oisans de Vizille.

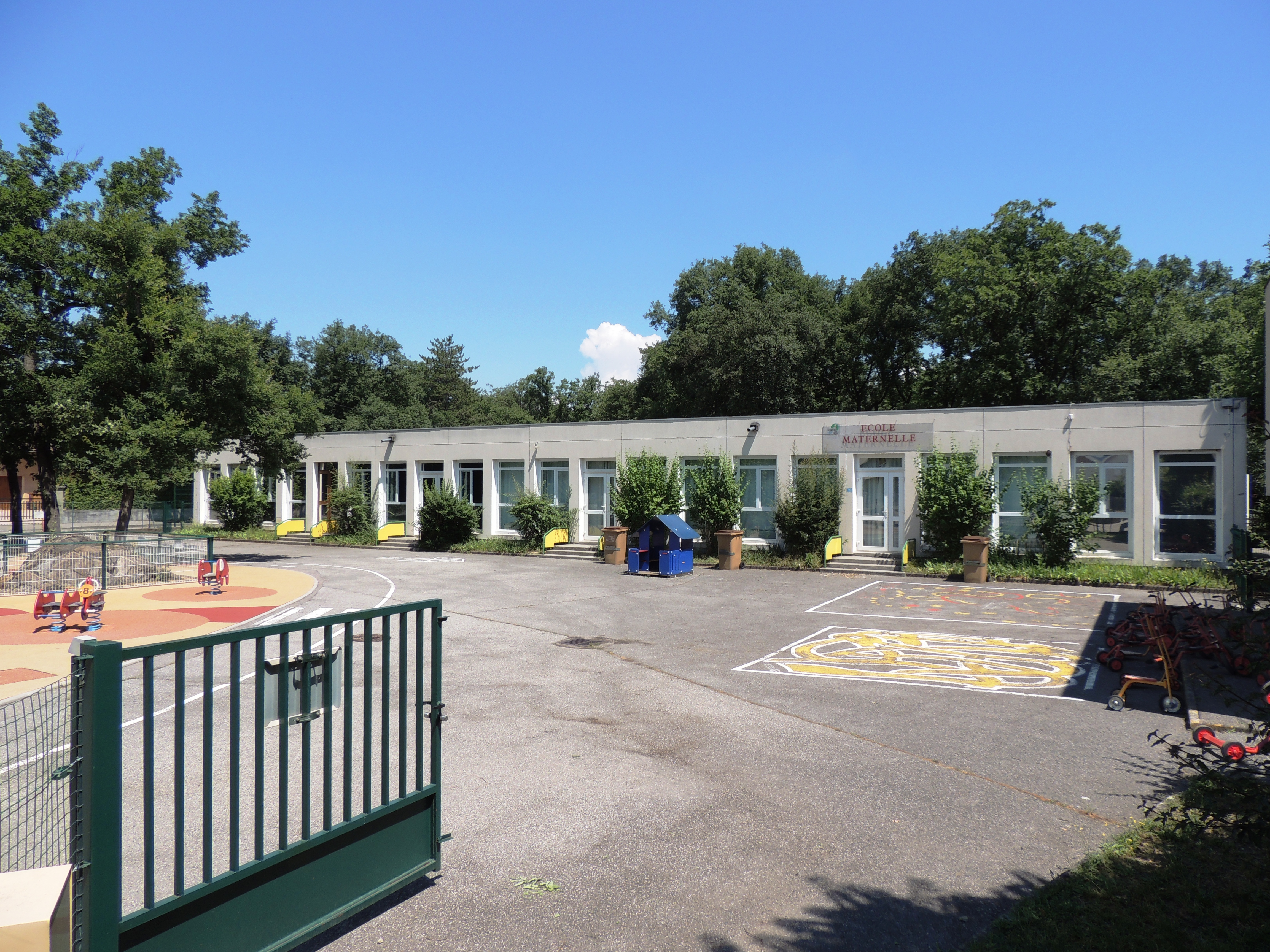
École maternelle.
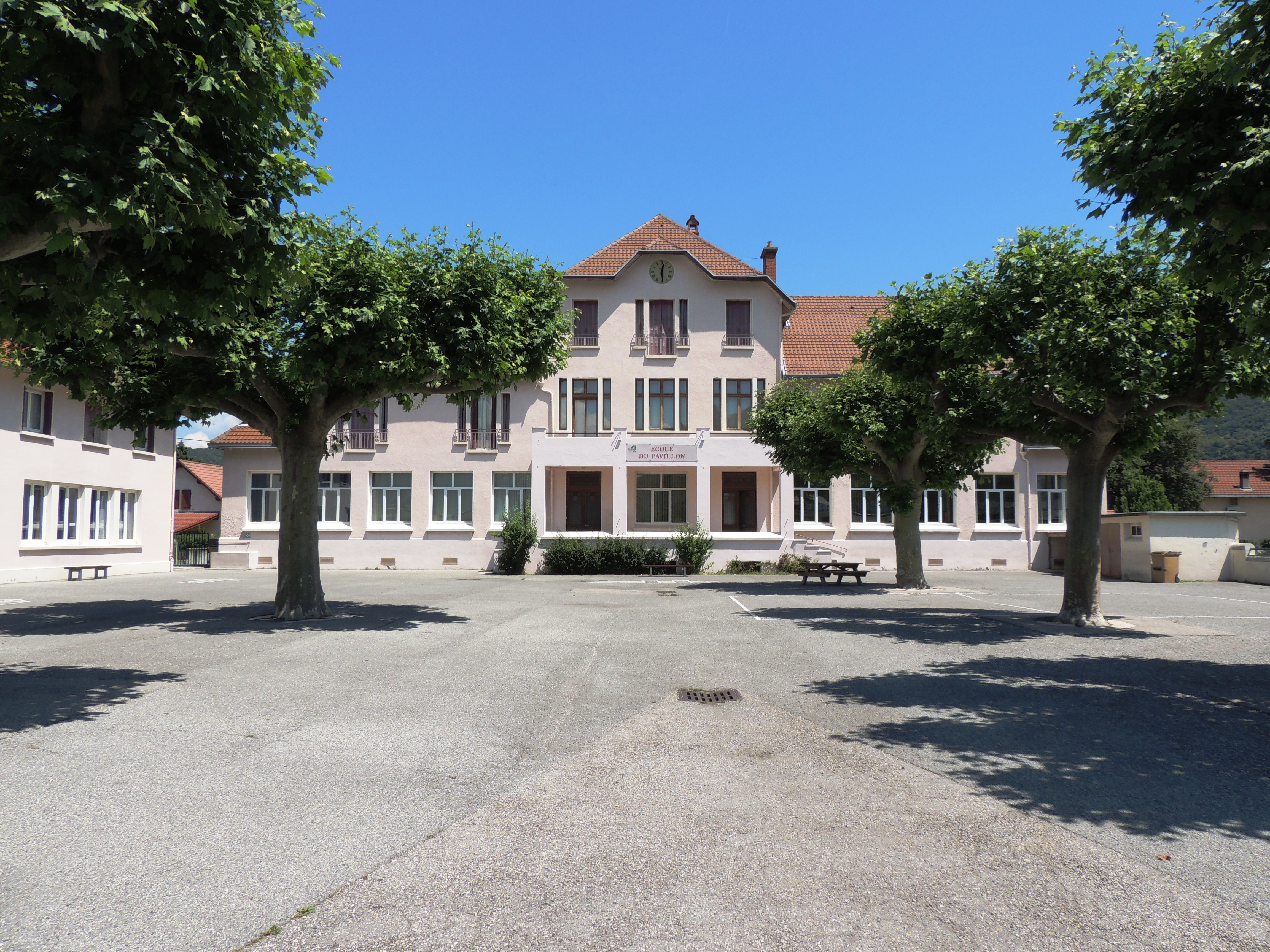
École élémentaire du Pavillon.
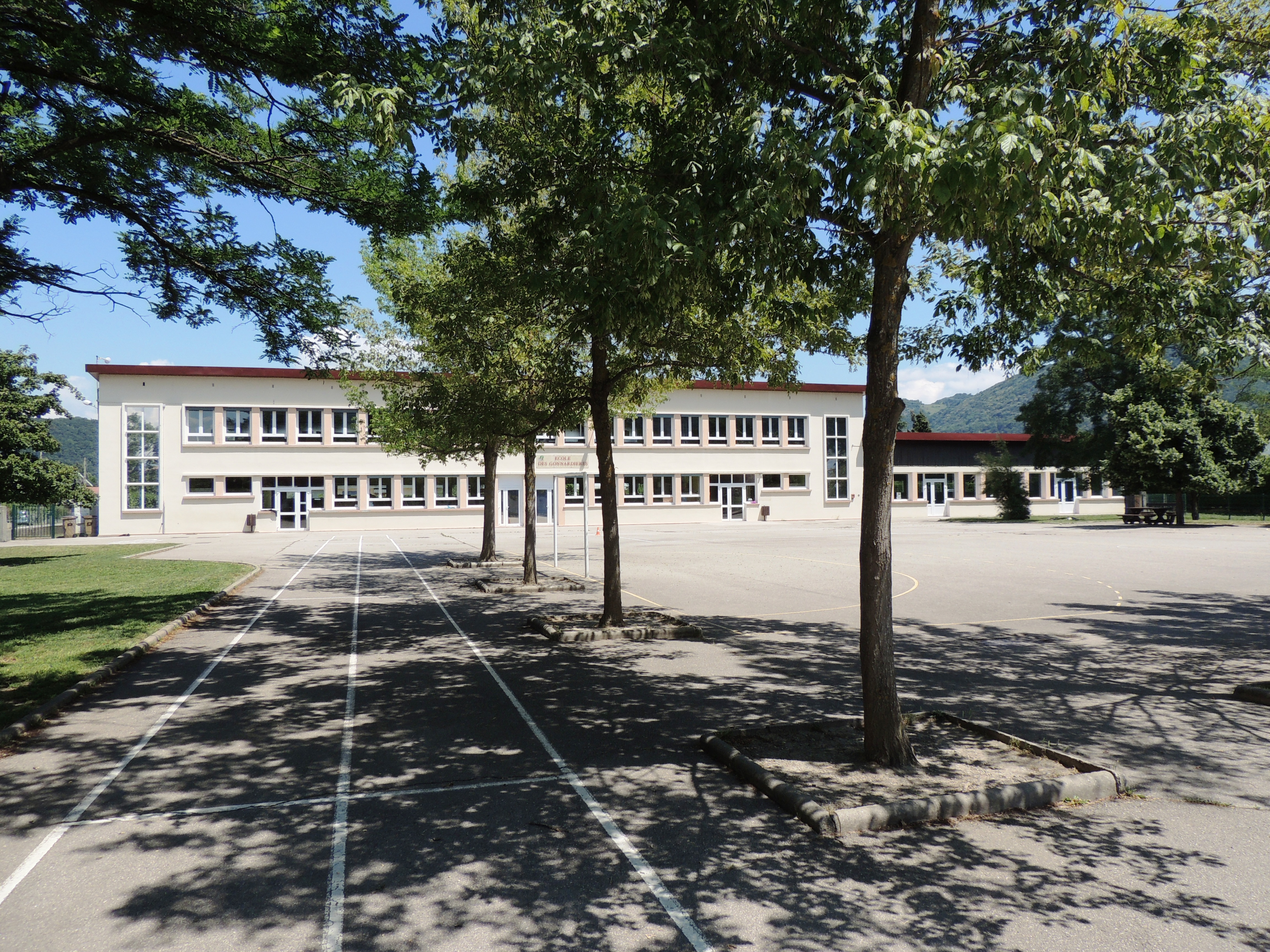
École élémentaire des Gonnardières.

### Médias

#### Presse audiovisuelle
- Télévisions locales: France 3 Alpes et TéléGrenoble Isère
- Radios locales : France Bleu Isère, Alpes 1...

#### Presse écrite
Historiquement, le quotidien à grand tirage Le Dauphiné libéré consacre chaque jour, y compris le dimanche, dans son édition « Romanche et Oisans », un ou plusieurs articles à l'actualité de la commune et du canton, ainsi que des informations sur les éventuelles manifestations locales, les travaux routiers, et autres événements divers à caractère local.
Il existe également des magazines distribués par les collectivités locales dont Confluences qui est le magazine trimestriel de la ville ainsi que Métropole, magazine bimestriel de la métropole de Grenoble et Isère Magazine, magazine bimestriel du département de l'Isère

### Équipements sportifs
Noyau Nord :
- Boulodrome des sociétaires (Espace culturel Navarre) ;
- Espace Romanche, terrain de bosses pour VTT et city-stade.

Noyau Sud :
- Stade de football René-Perrouault, en pelouse synthétique et éclairé. Il est le stade d'honneur de l'USJC Football, qui évolue en PHR ;
- Terrain de football en revêtement stabilisé et éclairé ;
- Gymnase et dojo de la Plaine ;
- Courts de tennis ;
- Plan d'eau et son jet d'eau, site de pêche, de détente et de loisirs.

Les sentiers de randonnée de la commune sont gérés par le « Sipavag ».

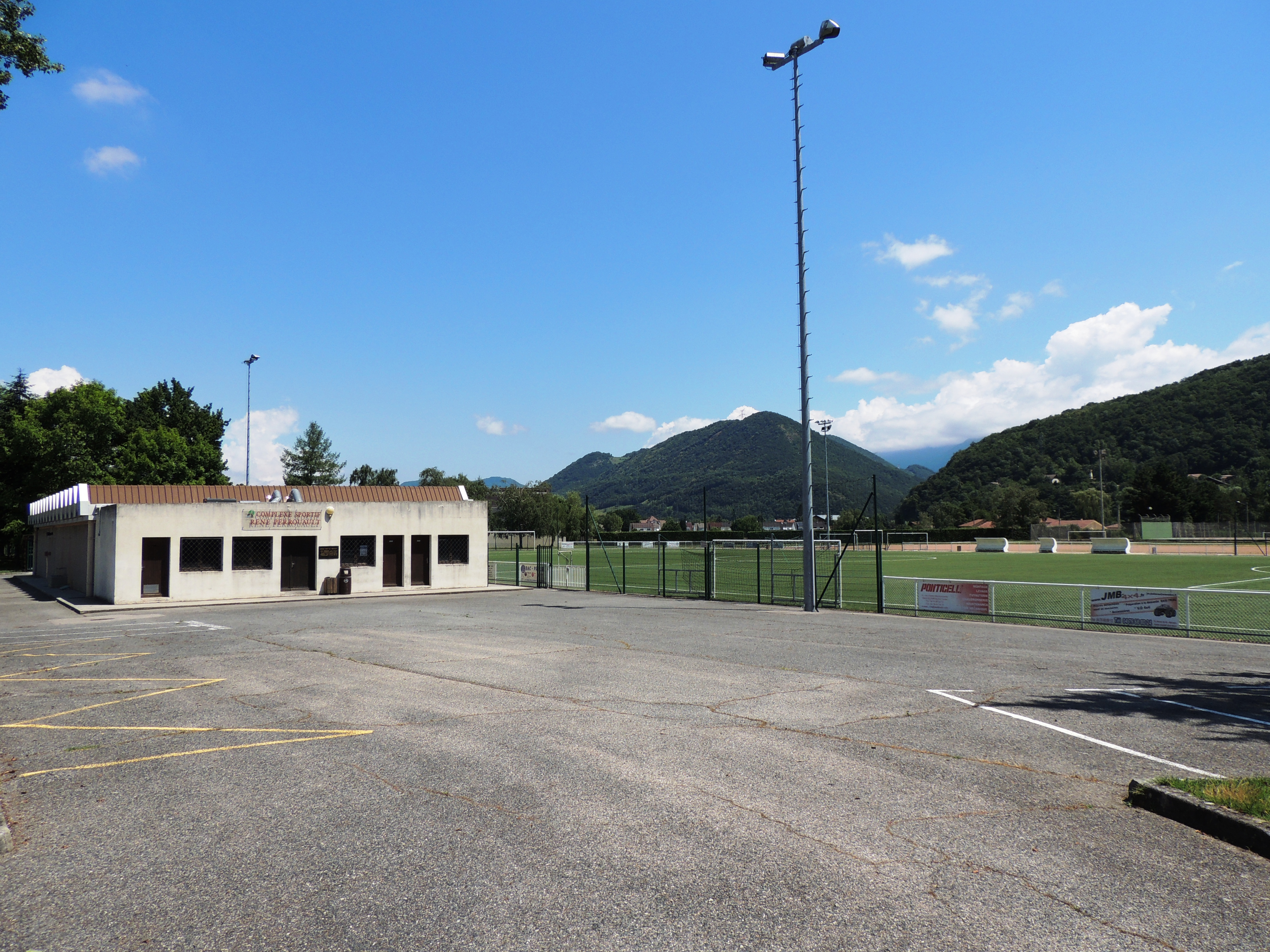
Stade de football René-Perrouault.
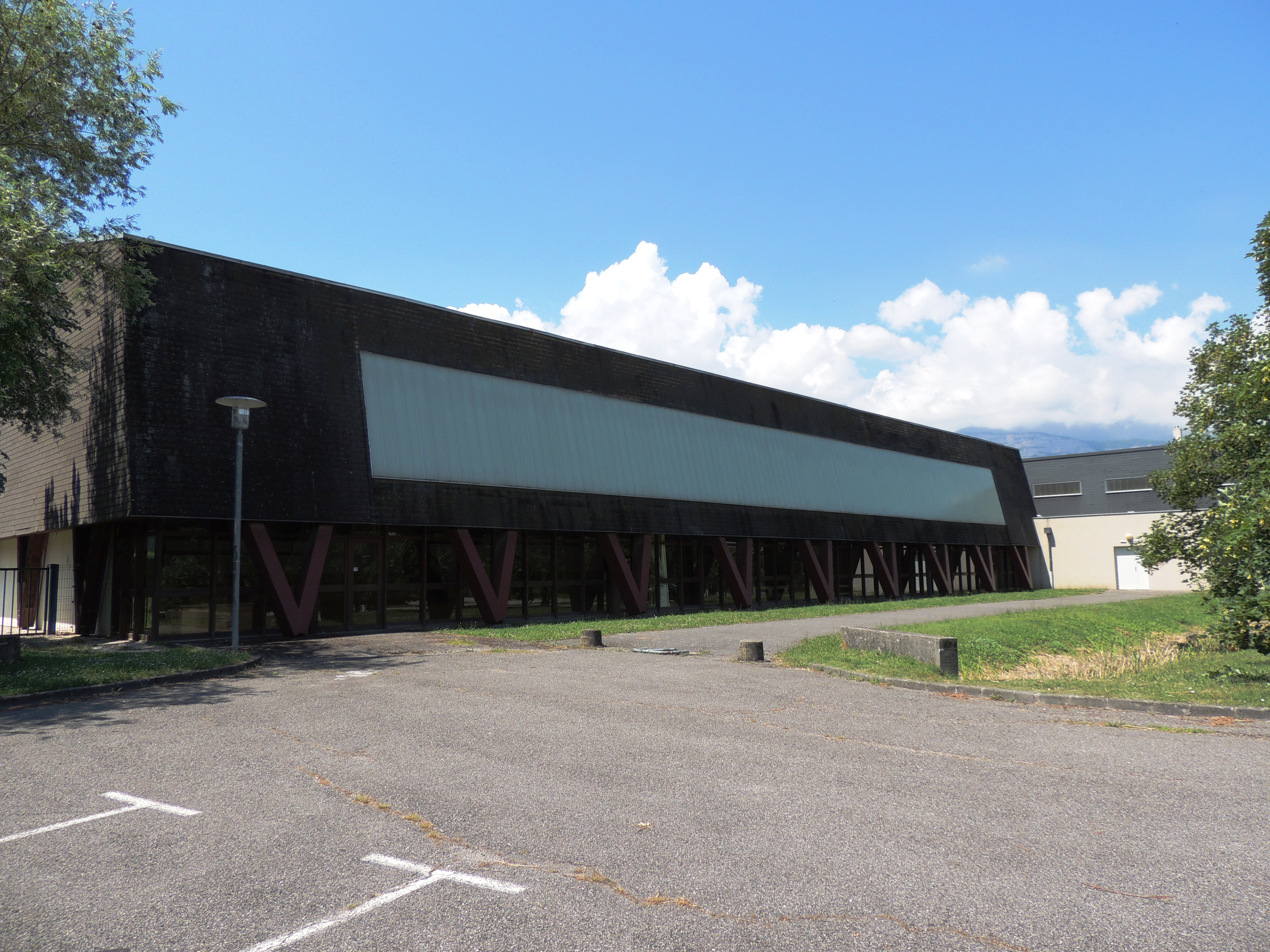
Gymnase et dojo.

### Cultes
L'église de Champ-sur-Drac est desservie par la paroisse Saint Paul de la Romanche, elle-même rattachée au diocèse de Grenoble-Vienne.

## Économie
La vie industrielle de la ville était très importante, mais aux XVIIIe et XIXe siècles, quelques-unes de ses industries ont disparu (en 1983, plus précisément).[à vérifier]
Les gisements de gypse avec anhydrite ont été exploités de façon industrielle.
À l'exception des plâtrières de Combe dont l'origine remonte au XVIIIe siècle, l'activité industrielle n'a véritablement débuté qu'en 1891 avec la construction de la centrale électrique Fures et Morges. Cette centrale, l'une des plus grandes de France à l'époque, a permis ensuite l'implantation en 1901 d'une cartonnerie-papeterie (Papeterie Navarre) et de plusieurs entreprises artisanales installées au Pont de Champ, qui vont marquer le début d'une nouvelle ère pour la collectivité.
Le déclin de 1983 a entrainé par la suite la fermeture de la cartonnerie-papeterie qui laissera une lourde cicatrice dans la vie industrielle chenillarde.

### Zones d'activités
Aujourd'hui, il existe deux zones d'activités, regroupant une centaine d'entreprises, la ZAC du Pont de Champ et la ZI de la Plaine.
On compte parmi les grosses entreprises : la direction Europe d'Avery Dennison avec l'un des plus gros ateliers de fabrication de la firme ; la direction et un entrepôt de Grenoble Logistique Distribution (GLD) ; mais aussi de CIC Orio, Véolia, Etiqu'Alp, Sonzogni, Dauphibat, Atelier Peyronnard, SCMI...

### Sites pollués
De par l'activité économique de la commune et des communes environnantes comme Jarrie, plusieurs sites pollués sont recensés par l'État sur le territoire communal.
- Le site des Grandes Carrières a été exploité de 1966 à 1971 par l'usine Pechiney Ugine Kuhlmann. C'était une ancienne décharge dans une excavation de gypse où 15 000 tonnes de déchets ont été recouverts. Surveillé, le site est depuis repris par la végétation[39].
- Le site de la Madeleine est un ancien parc à ferrailles de l'usine Arkema (et ses ascendantes), ayant accueilli entre 1920 et 1965 divers matériaux contaminés. En 1965, un incendie a ravagé le dépôt, mettant fin à l'activité de décharge de produits industriels. Le site actuel, occupant une surface de 1 hectare n'a pas été décontaminé, les projets de réaménagement ont consisté en un recouvrement de 50 centimètres de terre végétale (remblais sains argilo-limoneux) et d’un géotextile[40],[41].

## Culture locale et patrimoine

### Monuments religieux

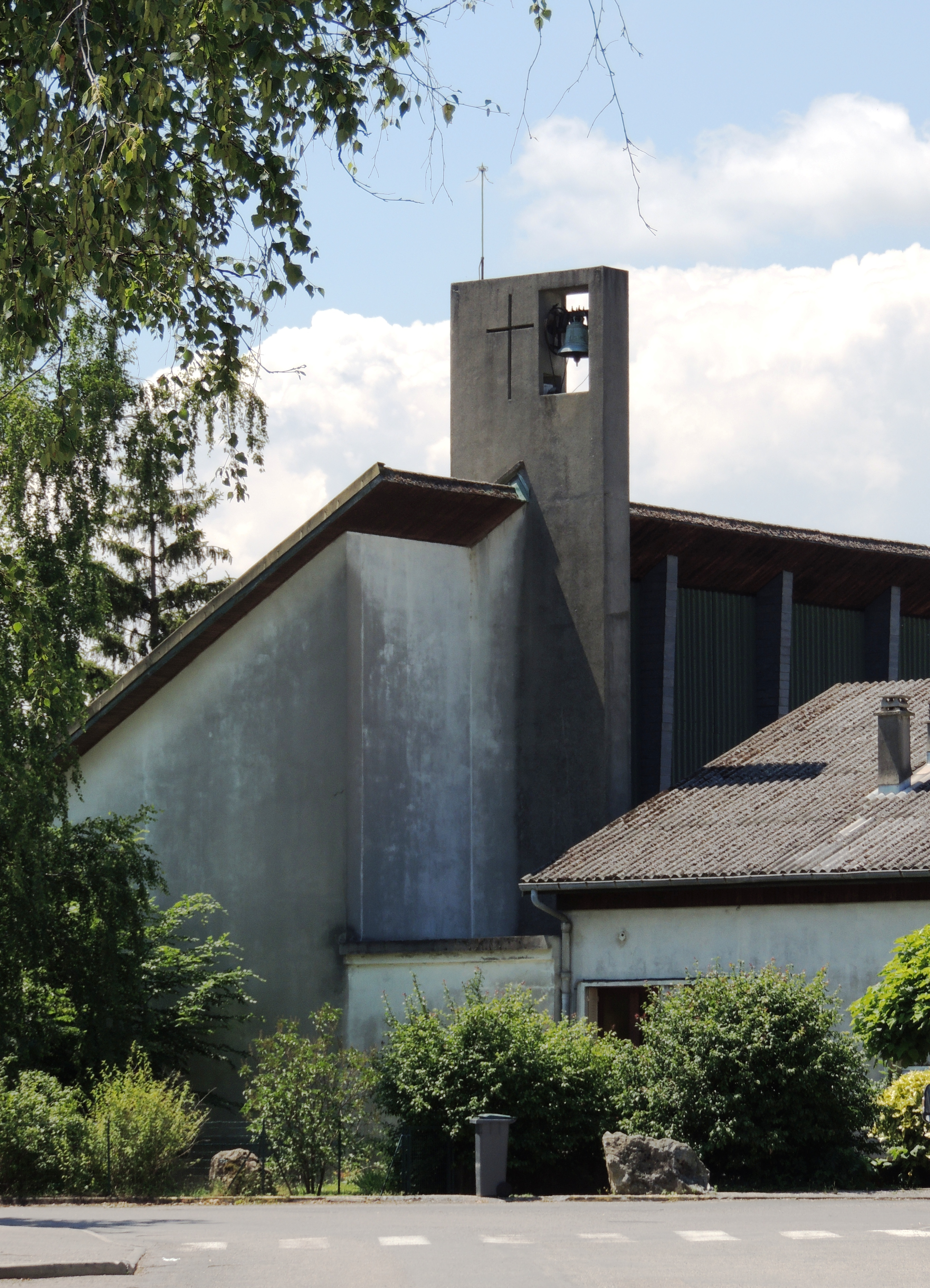
Église Saint-Michel.

- Ruines du prieuré de Saint-Michel de Connexe (ou Conest), du XIIe siècle[42], son influence s'étendait sur plusieurs paroisses environnantes dont le prieur nommait les curés et les supérieurs. Détruit par les guerres de Religion, il fut abandonné par les moines en 1570. Sa dernière arche est tombée, à la suite d'un orage, en 1984. But de promenade jusqu'à la roche Courbière (panorama sur la vallée du Drac).
- Notre Dame-des-Autels, chapelle romane du XVe siècle, dépendant du prieuré et située en bordure de l'ancienne route de Champ-sur-Drac à Saint-Georges-de-Commiers. Son pèlerinage accueillant toutes les paroisses voisines est toujours très suivi le 8 septembre.
- Église paroissiale de Saint-Pierre, du XIIe siècle[42], située dans l'enceinte du château de la famille des Alleman. Le clocher en peigne (très rare en Dauphiné) est inscrit à l'inventaire des monuments historiques[réf. nécessaire]. La cloche, fondue en 1613, porte le nom de ses deux saints patrons : saint Pierre (jusqu'en 1865), puis saint Blaise.
- Chapelle Sainte-Madeleine, datant du XIIe siècle, située à l'entrée est de la commune, elle servait de refuge nocturne aux voyageurs attardés. Un bac remplaça le pont emporté en 1219 (rupture du lac Saint-Laurent au Bourg-d'Oisans). Jusqu'en 1685, les religieuses percevaient un droit de passage. Dix ponts furent successivement reconstruits sur le torrent. Actuellement, c'est un domaine privé.
- Église Saint-Michel, construite en 1966, remplace la chapelle des papeteries Navarre. Elle fait partie de la paroisse « Saint-Paul-de-la-Romanche », qui regroupe six anciennes paroisses des alentours.

### Monuments civils
- Tour des Alleman, ruine du château fort de Champ, du XIIe siècle[42]. Il s'agit du château d'une grande famille seigneuriale, les Alleman, dont faisait partie la mère de Bayard. Détruite lors de la bataille de Jarrie en 1587, la tour du château est aujourd'hui réhabilitée et propriété communale, elle domine toujours la vallée basse du Drac.
- Salle de spectacle Navarre et son rideau de scène, datant du 1er quart du XXe siècle.
- des bâtisses anciennes, notamment la demeure de l'Enclos, du XIXe siècle et la ferme Peyron, du XVIIIe siècle[42]

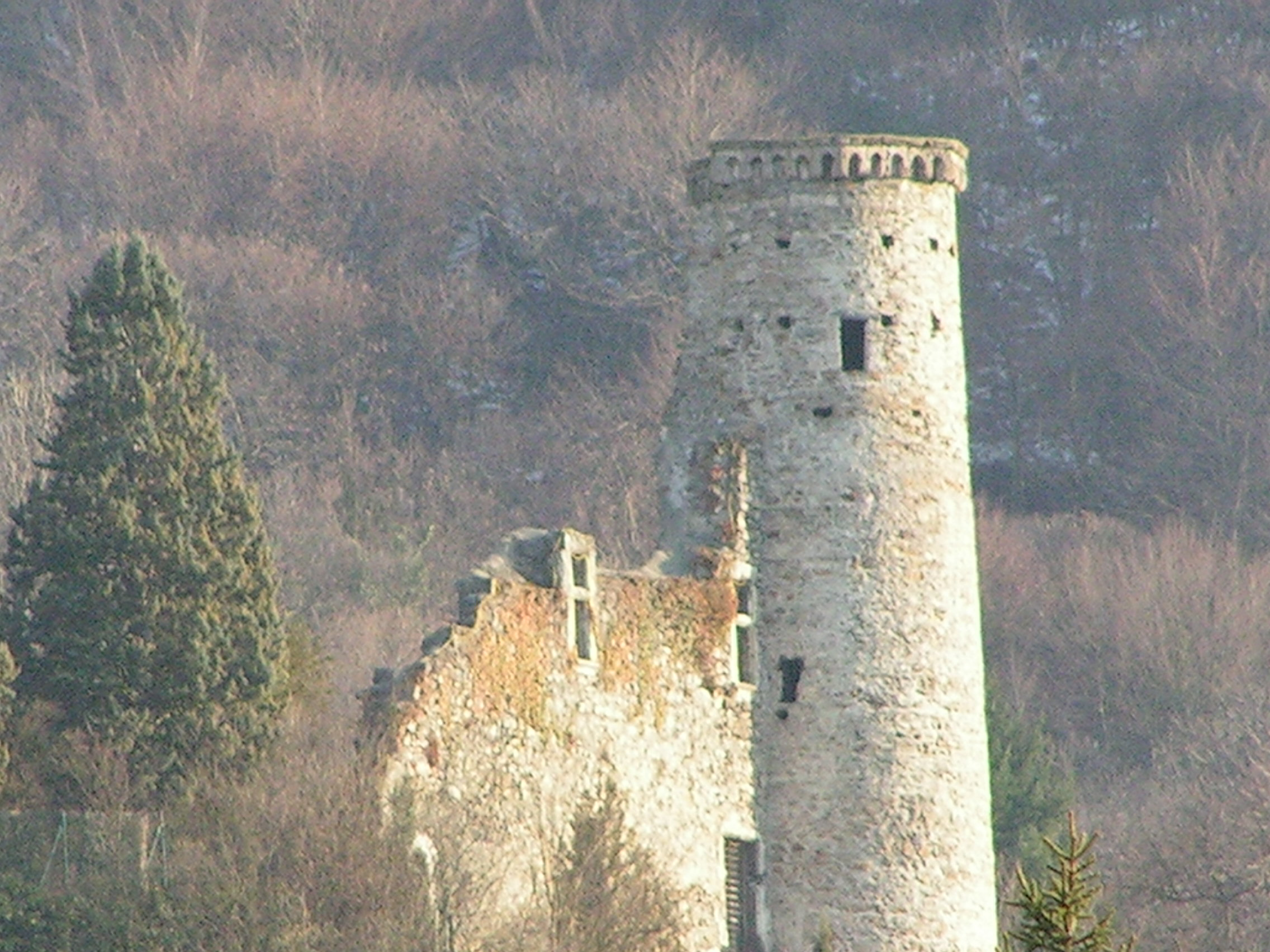
La tour des Alleman.

### Équipements culturels
- Bibliothèque municipale.
- Espace culturel Navarre :
  - salle de spectacle "Théâtre Navarre" (300 places) ;
  - diverses salles annexes (Familles, Sociétés, Informatiques, Amicale-Boules…).
- Musée Autrefois, créé par des habitants, grâce à leurs dons et ceux des communes voisines, retrace l'histoire de la ville, entre Drac et Romanche ainsi que du Sud Grenoblois. Dans huit salles et en extérieur sont évoqués la vie familiale, l'artisanat, les métiers d'antan, l'agriculture, les industries locales au XIXe siècle. Une large place est donnée au travail du cuir et de la soie : tannerie, cordonnerie, ganterie de Grenoble et soie de Lyon[43].

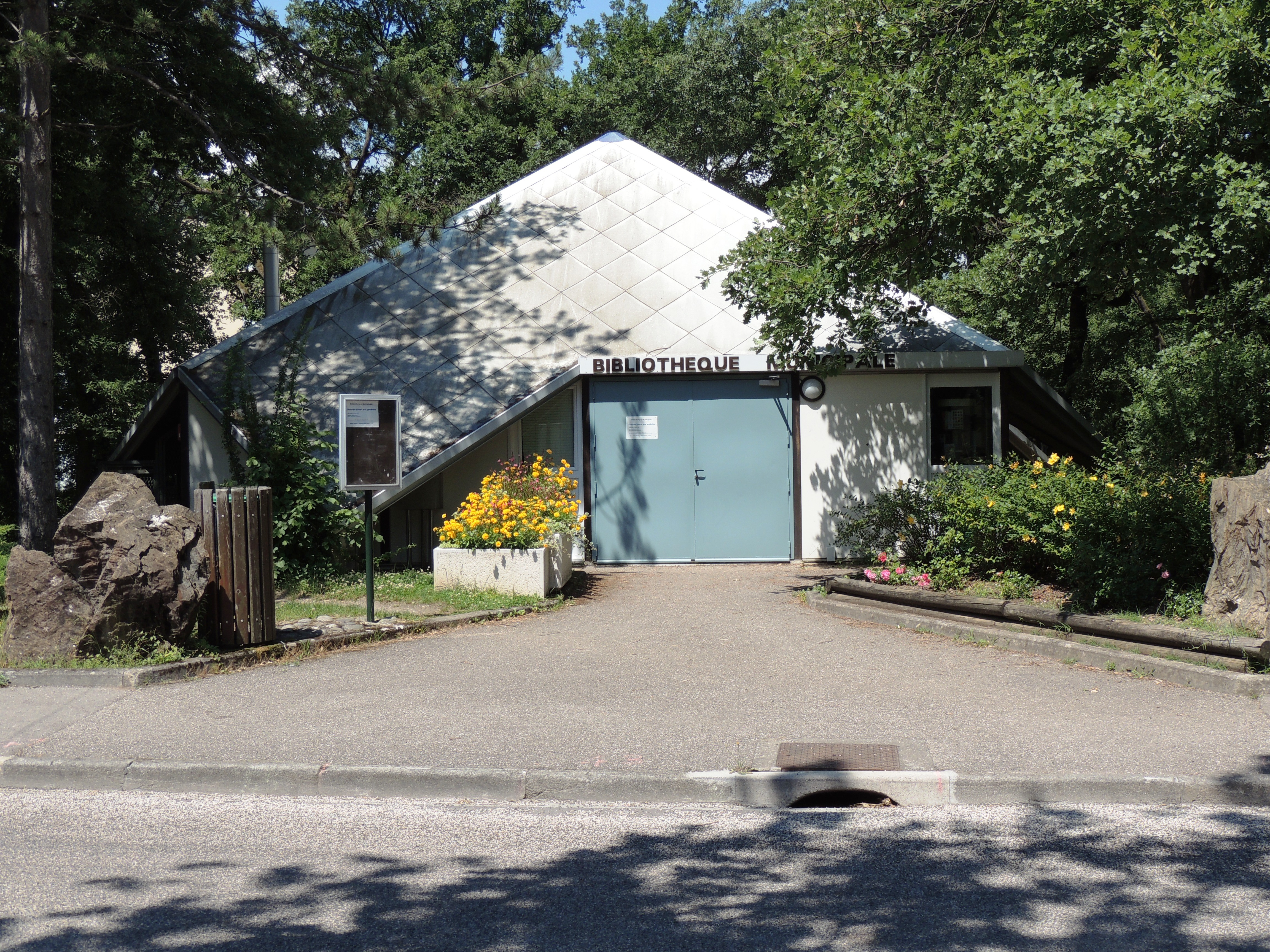
Bibliothèque municipale.
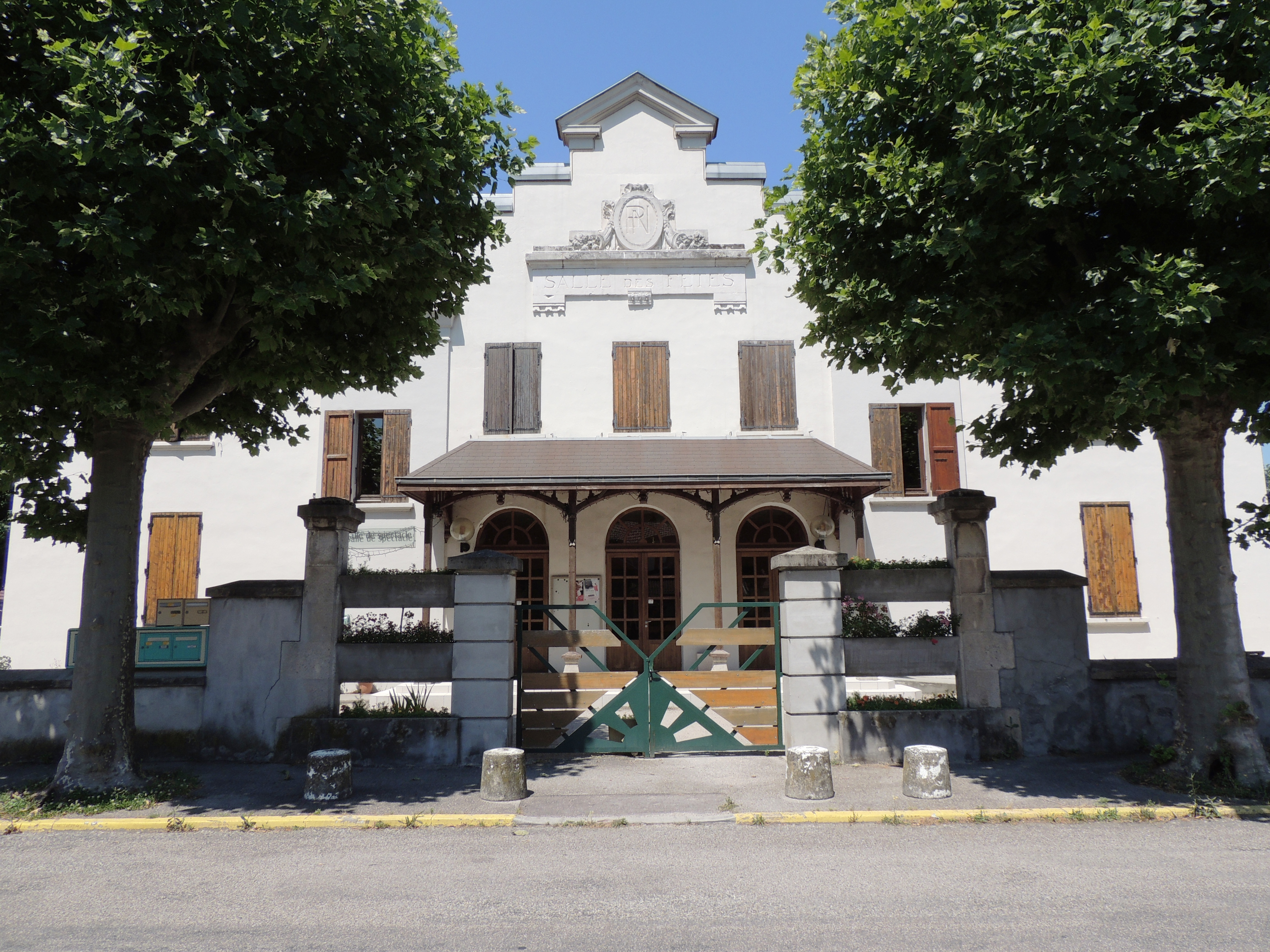
Entrée du "Théâtre Navarre".
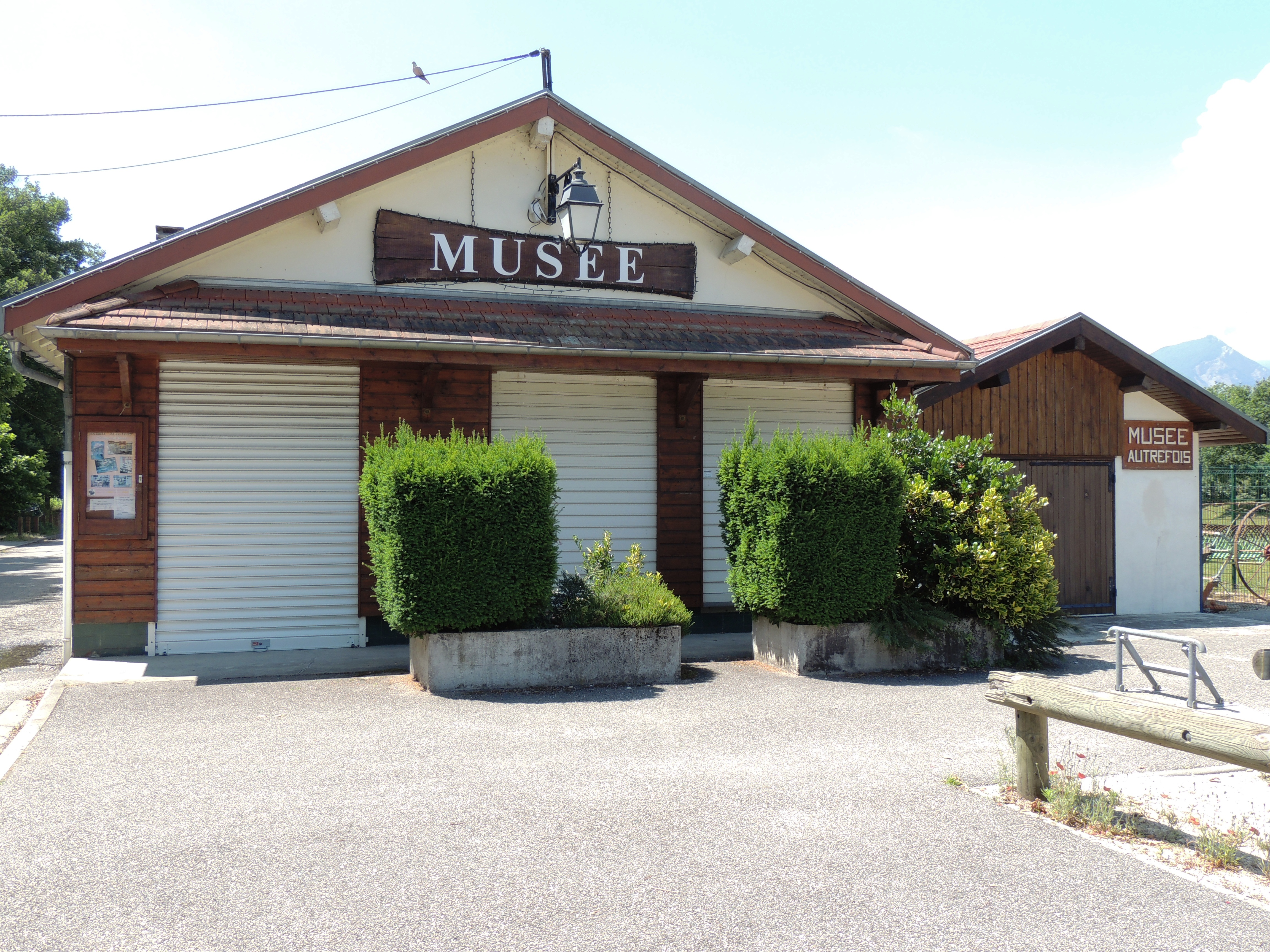
Musée Autrefois.

### Zones naturelles protégées
- La Basse vallée du Drac est classée zone naturelle d'intérêt écologique, faunistique et floristique de type I[44].
- La Réserve Naturelle Régionale des Isles du Drac créée en 2009 par l'ex-région Rhône-Alpes s'étalant sur une superficie de 408 hectares[45],[46],[47].
- L'Espace Naturel Sensible de Combe labellisé en 2017 regroupant une carrière de gypse, des coteaux secs ainsi qu'une zone humide variée pour une superficie de 69 hectares[48],[49].

### Personnalités liées à la commune
- Paul Émile Breton de Champ, né dans la commune le 21 avril 1814, polytechnicien et ingénieur.
- Laurent Debrosse, footballeur professionnel ayant évolué à l'Olympique lyonnais, au GF38, puis, en fin de carrière, à l'USJC Foot.
- Michel Huet, naturaliste et présentateur des émissions "Grandeur Nature" de France 3.
- André Navarre, fondateur des Papeteries Navarre.

### Héraldique
| Blason | Blasonnement : « D'azur, à une rivière issant de la pointe, à une roue de moulin et une filière le tout d'or.» Commentaires : La roue à aubes représente l'industrialisation et le développement de la commune, la rivière, la confluence du Drac et de la Romanche. |